# Mount Edward, Östantarktis
Mount Edward är ett berg i Antarktis. Det ligger i Östantarktis. Australien gör anspråk på området. Toppen på Mount Edward är 1 538 meter över havet.
Terrängen runt Mount Edward är platt åt sydväst, men åt nordost är den kuperad. Trakten är obefolkad. Det finns inga samhällen i närheten. 